# 韋德·麥利
韋德·艾倫·麥利（英語：Wade Allen Miley，1990年4月19日—），為美國職棒大聯盟的投手，目前效力於辛辛那提紅人。他於2008年美國職棒大聯盟選秀第1輪43順位被響尾蛇隊選走。他先前曾效力於響尾蛇、紅襪、水手、金鶯、太空人、小熊與釀酒人等隊。

## 職業生涯

### 亞利桑那響尾蛇
2011年8月15日，麥利被球隊拉上大聯盟。 該年他出賽8場，7場先發，並拿下4勝2敗。
2012年4月，他拿下3勝0敗，防禦率僅1.29。如此表現也讓他拿下國聯單月最佳投手。而這一年他也順利入選生涯首次明星賽。該年他拿下16勝11敗，防禦率3.33，還有3次以救援投手身分登板。不過他在該年的新人王票選上輸給了國民隊的布萊斯·哈波。
2013年4月22日，麥利擊出大聯盟首轟。不過這一年的表現比去年稍微退步，他單季只拿下10勝。2014年，他更是只拿下8勝12敗，防禦率4.34，還有183次三振。

### 波士頓紅襪
2014年12月12日，響尾蛇用麥利跟紅襪隊交易Rubby De La Rosa、Allen Webster和Raymel Flores。隔年2月5日，他與紅襪隊簽下3年1,925萬美元的合約。4月21日，麥利以5+2⁄3局無失分的好表現拿下他在紅襪隊的首勝。該年他先發32場比賽，11勝11敗，防禦率4.46。

### 西雅圖水手
2015年12月7日，紅襪隊用麥利和Jonathan Aro向水手隊交易Roenis Elías和Carson Smith。不過他在水手隊的表現有點掙扎，僅僅拿下7勝8敗，防禦率高達4.98。

### 巴爾的摩金鶯
由於狀況不佳，只過了半個球季，麥利就在7月31日被水手隊交易至金鶯隊，換來Ariel Miranda。在金鶯隊的前6場先發，麥利還是狀況低迷。僅僅拿下1勝3敗，防禦率高達7.14。9月18日，他面對光芒隊投了4局無失分，不過他卻因為背部不適而提前退場。而在他的下一場先發，麥利主投8+2⁄3局僅失1分，送出11次三振。總計他在金鶯隊先發11場，拿下2勝5敗，防禦率6.17。而在2016年球季結束後，金鶯隊沒有再提供麥利2017年後的合約，於是他在2017年球季結束後便成為自由球員。
2017年7月30日，麥利被艾德里安·貝爾垂擊出他的第3,000支安打。

### 密爾瓦基釀酒人
2018年2月14日，他與釀酒人隊簽下小聯盟約。他待在小聯盟沒多久就被叫上大聯盟，然而他只先發了2場比賽就因為斜肌受傷而進入傷兵名單。該年他僅先發16場比賽，拿下5勝2敗，防禦率2.57。他在季後賽先發了4場比賽，其中冠軍賽的第5場，他只面對了一個人次就被換下場，並且在隔日繼續先發。他也成為大聯盟88年來第一位連續兩場比賽擔任先發的投手。

### 休士頓太空人
2019年2月1日，他與太空人隊簽下1年450萬美元的合約。該年他拿下14勝6敗，防禦率3.98。

### 辛辛那提紅人
2019年12月18日，麥利與紅人隊簽下2年1,500萬美元的合約。2020年，他先發4場吞下3敗，防禦率高達5.65。
2021年5月7日，麥利對印地安人投出生涯首場無安打比賽，也是大聯盟該年的第四場無安打比賽。

## 個人生活
麥利在年輕時曾是一名獵人，同時也是亞特蘭大勇士的球迷。他的長子在2016年9月出生，目前他們全家住在德州。

## 外部連結
- 球員資訊和成績在MLB ，ESPN ，Retrosheet ，Baseball Reference ，Baseball Reference (Minors) ，Fangraphs ，The Baseball Cube （英文）
- 韋德·麥利在台灣棒球維基館上的頁面（繁體中文）
- 韋德·麥利的X（前Twitter）

| 奖项与成就         | 奖项与成就                        | 奖项与成就           |
| ------------------ | --------------------------------- | -------------------- |
| 前任： 約翰·米恩斯 | 投出無安打比賽的投手 2021年5月7日 | 繼任： 史賓塞·登柏爾 |